# Шаторов, Методий
Методий Тасев Шаторов (серб. Методије Тасев Шаторовић, макед. Методија Тасев Шаторов, болг. Методи Тасев Шаторов), известный под кличкой Шарло (серб. и болг. Шарло; 10 января 1898, Прилеп — 12 сентября 1944, Милеви-Скали) — болгарский и югославской политический деятель, участник Второй мировой войны.

## Биография

### Ранние годы
Методий Шаторов родился 10 января 1898 года в городе Прилеп Османской империи. Окончил болгарскую экзархийскую гимназию в Прилепе, а позднее преподавательские курсы в Скопье. В 1919 году после присоединения Вардарской Македонии к Югославии эмигрировал в Болгарию, в Софию. Спустя год был принят в Болгарскую коммунистическую партию, в 1923 году участвовал в Сентябрьском восстании. С 1925 года являлся членом ВМРО. В 1928 году вошёл в состав ЦК Компартии Болгарии. Был арестован полицией 4 сентября 1928 за поддержку коммунистов и отправлен в тюрьму, однако в июле 1929 года был освобождён и сбежал в СССР.
В СССР Методий окончил Коммунистический университет национальных меньшинств Запада, после чего работал в Заграничном бюро БКП. В 1933 году он нелегально вернулся в Болгарию. С февраля 1937 по октябрь 1939 года он жил в Париже, где руководил Болгарским комитетом помощи республиканской Испании. Позднее он вошёл в состав Коминтерна. В связи с решением Коминтерна в 1934 году о признании македонской национальности и проектом по строительству Балканской федерации Шарло был отправлен в Югославию для того, чтобы возглавить ЦК Компартии Македонии. В 1936 году болгарский суд заочно приговорил его к пяти годам тюрьмы и штрафу в размере 50 тысяч болгарских левов по итогам процесса над ВМРО (объединённой). В начале 1940 года как секретарь Компартии Македонии Шаторов заявил, что Македония будет бороться за выход из состава Югославии. Осенью того же года его избрали в ЦК КПЮ вместе с Милованом Джиласом и Иосипом Брозом Тито. Ещё до разгрома Королевства Югославия во время правления коалиции Цветковича-Мачека Шаторов выступал решительно против сербской политики в Вардарской бановине.

### После вторжения немцев в Югославию
После разгрома Югославии в апреле 1941 года и её оккупации вермахтом Шатаров вышел на связь с руководством Болгарской рабочей партии. По его инициативе была проведена серьёзная реорганизация курьерской службы для установления отношений с зарубежными отделениями партии. По инициативе Шатарова Компартия Македонии вошла в состав отделения Болгарской рабочей партии в Македонии. Назревал серьёзный конфликт между Методием и Тито ввиду поддержки Шаторовым создания болгарских комитетов в городах Македонии после отвода немецких войск и перед вводом болгарских. Практически последовала аннексия Македонии Болгарией и добровольное слияние отделений БРП и КПЮ. Большинство местных коммунистов приветствовало подобный шаг, поскольку среди местного населения были сильны проболгарские настроения.
22 июня 1941 Германия вероломно напала на СССР, что радикально поменяло ситуацию. После этого Тито ещё сильнее надавил на Шатарова и отправил несколько писем Коминтерну, Иосифу Сталину и Георги Димитрову, однако Лазар Колишевский вступился за Методия и обратился за помощью к Болгарской рабочей партии. В августе 1941 года Шаторов вместе с Перо Ивановски и Коче Стояновски выступили против Драгана Латаса и Лазара Колишевски, которые пытались передать письмо Тито с призывом начать оказывать сопротивление болгарским силам.
17 августа 1941 года на конференции Региональных комитетов КПЮ Петр Богданов как представитель ЦК БРП официально заявил о желании Компартии Македонии присоединиться к Болгарской рабочей партии и выступил в защиту Методия Шаторова. Богданов и Павлович решили дождаться решения Коминтерна по этому вопросу и не расформировывать региональные комитеты преждевременно. В свою очередь, Лазар Колишевский перешёл к фракционным действиям. В итоге Коминтерн принял решение, согласно которому Компартии Македонии было отказано в просьбе покинуть Компартию Югославии. Шарло был исключён из КПЮ после этого, а в сентябре был уволен со всех постов Компартии Македонии.

### Движение Сопротивления
Шаторов, желавший восстановить Болгарию в её исторических границах, переехал в Пловдив, где возглавил военный комитет Болгарской рабочей партии. В начале 1942 года он отправился в Софию по распоряжению руководства партии, после чего был назначен секретарём ЦК БРП. Он был одним из тех партийных руководителей, кто защищал евреев Софии, оказывал помощь антигитлеровской коалиции и снабжал всем необходимым силы Отечественного фронта. Весной 1943 года Методий вступил в партизанский отряд имени Панайота Волова, возглавил 3-ю Пазарджикскую оперативную зону Народно-освободительной повстанческой армии Болгарии. Три раза он вступал в открытые бои до сентября 1944 года, четвёртым и последним боём в его жизни стала битва за Милеви-Скали.

### Загадочная гибель
В течение пяти дней с 9 сентября 1944 в районе Велинграда шла ожесточённая битва между полицейскими частями и силами партизан. 240 человек отражали натиск болгарских полицейских частей, в бою было убито 12 партизан. Методий Шаторов был тяжело ранен и спустя несколько дней скончался. Его тело долго не могли найти, однако вскоре после обнаружения трупа Методия была установлена точная дата смерти: 12 сентября 1944.
В настоящее время распространена версия, согласно которой Шаторов был убит не болгарскими полицейскими, а югославскими коммунистами, которые не простили Шаторову его про-болгарские позиции и действия. Согласно некоторым источникам, Тито заочно приговорил Шаторова к смертной казни за сепаратистскую деятельность в Вардарской Македонии. Хотя не сохранилось письменных источников, подтверждающих этот смертный проговор, теперь версия считается весьма вероятной, имея также в виду, что на Балканах зачастую практиковались заказные убийства крупных политических деятелей.

### Память
В Болгарии после 1944 года в честь Шаторова были названы несколько промышленных предприятий и воздвигнуты памятники, однако его деятельность не была достаточно популярна. Политические деятели и мемуаристы, как Цола Драгойчева, часто отдавали его заслуги другим руководителям, несмотря на то, что Шаторов являлся одним из основных защитников болгарских евреев. В 1958 году Болгарская коммунистическая партия реабилитировала Методия Шаторова, признав его национальным героем.
В Югославии имя Шаторова было под запретом: с 1944 года началась ликвидация людей Шаторова, которые всё ещё имели общественное влияние в Македонии. Правительство Тито расценивало его как буржуазного националиста и предателя партии. Вместе с тем для нормализации отношений с Болгарией, в обход политических позиций Шаторова, югославское правительство продолжало развивать идею о Балканской федерации.
Только в 2005 году Шаторов был частично реабилитирован в Республике Македонии.

## Высказывания о Методии Шаторове
Иосип Броз Тито:

Дорогие друзья, поступки «Старого болгарина», который был ответственен за нашу работу в Македонии, расцениваются не просто как противопартийные, но и контрреволюционные.
1. Он саботировал заявление ЦК КПЮ и принял националистическую позицию.
2. Он разорвал все связи с ЦК КПЮ после оккупации и не ответил на приглашение встретиться с членами ЦК.
3. Он занял враждебную позицию в отношении наших сербских друзей, которая не отличается от позиции македонской реакционной буржуазии.

Светозар Вукманович-Темпо:

Несмотря на то, что Шарло сменил руководство, его следы злодейской фракционной деятельности не были уничтожены. В любой партийной организации чувствуется нездоровое наследие реакционной деятельности руководства Шарло.
Партийные организации в организационном отношении разваливаются. Фракционная деятельности руководства Шарло оставила глубокие корни в партийных организациях.

Лазар Колишевский:

А когда 6 апреля Югославия подверглась нападению, вместо того, чтобы призывать добровольцев защищать страну и поднимать боевой дух солдат на линии фронта… Шарло начал заниматься созданием национального фронта для борьбы с великосербским режимом вне зависимости от того, кто его поддерживал: ванчомихайловцы, тайные фашисты или простые сербофобы. Он не видел ничего, кроме слепой борьбы с великосербским режимом.

Цветко Узуновский, глава МВД Народной Республики Македонии в 1944—1945 годах:

Теория Шарло о том, что болгарские фашисты не были оккупантами, и его действия по передаче оружия оккупантам… открыто отрицают национальный вопрос в Македонии, и в его великоболгарской душе Македония означает только провинцию Болгарии, где живут именно болгары, а не македонцы, у которых свои национальные различия и чувства. Отсюда ясно, почему Шаторовово руководство призвало македонцев согласно листовкам перейти под фашистскую власть, а не оказывать сопротивление и гнать болгарских оккупантов с нашей земли.

Подобные теории возродились в 1942 году и ходили вплоть до конца войны за освобождение нашего народа. И сегодня мы должны бороться против убеждения некоторых людей, которые всё ещё не разрушили великоболгарские иллюзии, продолжая распространять различные антимакедонские стереотипы о нашем языке, нашей нации, фальсифицировать нашу историю и организовывать подстрекательства против Народной Республики Македония.

Вера Ацева:

… Если читать внимательно и рассматривать с политической точки зрения, вы увидите, что в глубине души М. Шаторов — болгарин. Он говорит о Македонии, но имеет в виду болгарскую Македонию и болгарских македонцев. Он не говорил о Болгарии, но подразумевал это, что вытекало из его поведения летом 1941 года в качестве секретаря Македонского регионального комитета — он ориентировался на то, что Македония должна быть частью Болгарии. Я его лично знаю — работала с ним, была членом Регионального комитета, поэтому могу лучше судить.

В 1970 году в книге историка Александра Христова «КПЮ в решении македонского вопроса» Шаторов был обвинен в попытке создать национальный фронт "вместе со всеми противниками Великосербского режима, будь то ванчомигайловцы, тайные фашисты и зачинщики ненависть к братскому сербскому народу ".

## Галерея
- Памятник Методию Шаторову в Брацигово
- Заявление югославских властей Методию Шаторову
- Личная карта Методия Шаторова
- Сопровождающая карта Методия Шаторова